# Sant’Ambrogio (Chironico)

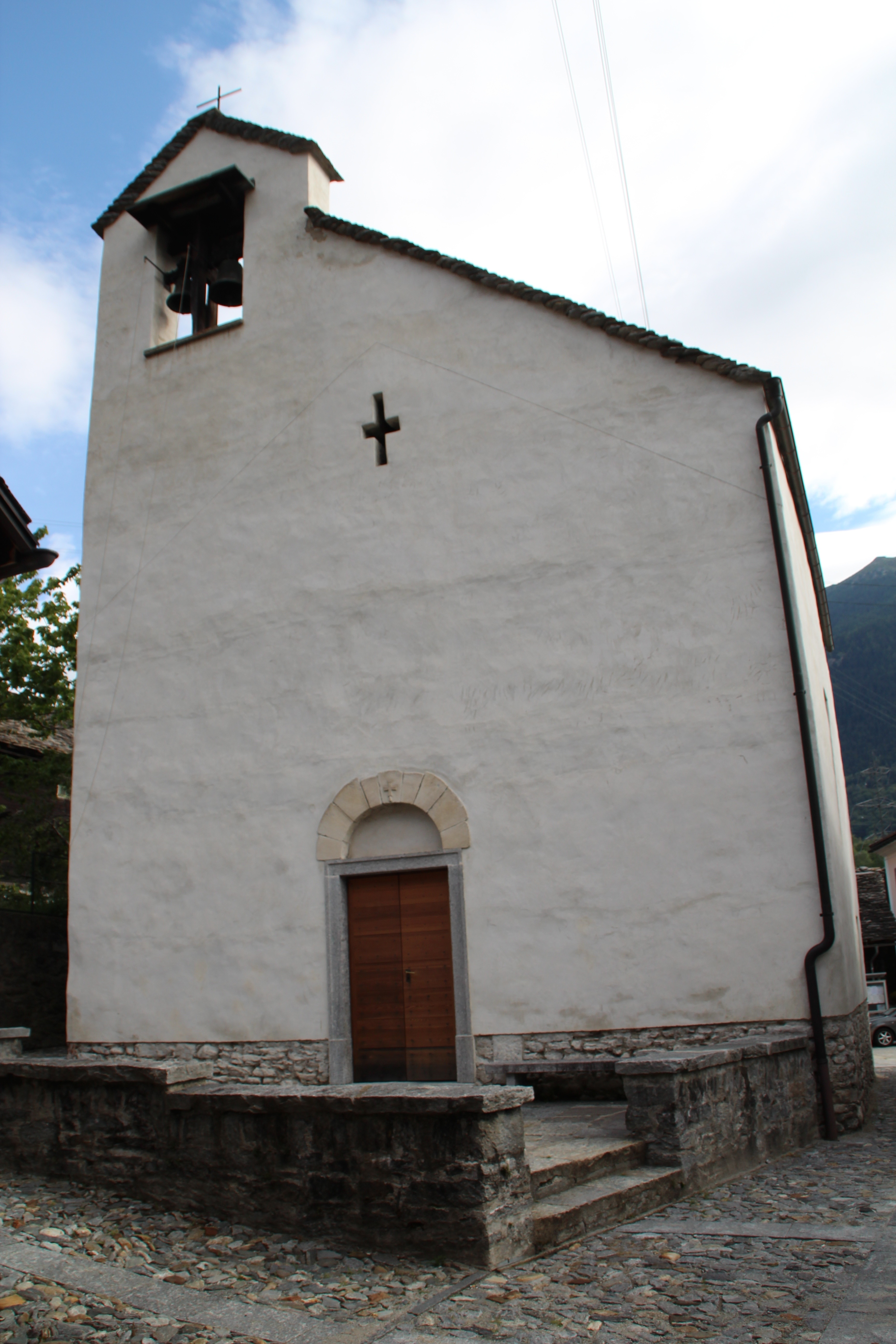
Sant’ Ambrogio, Westseite

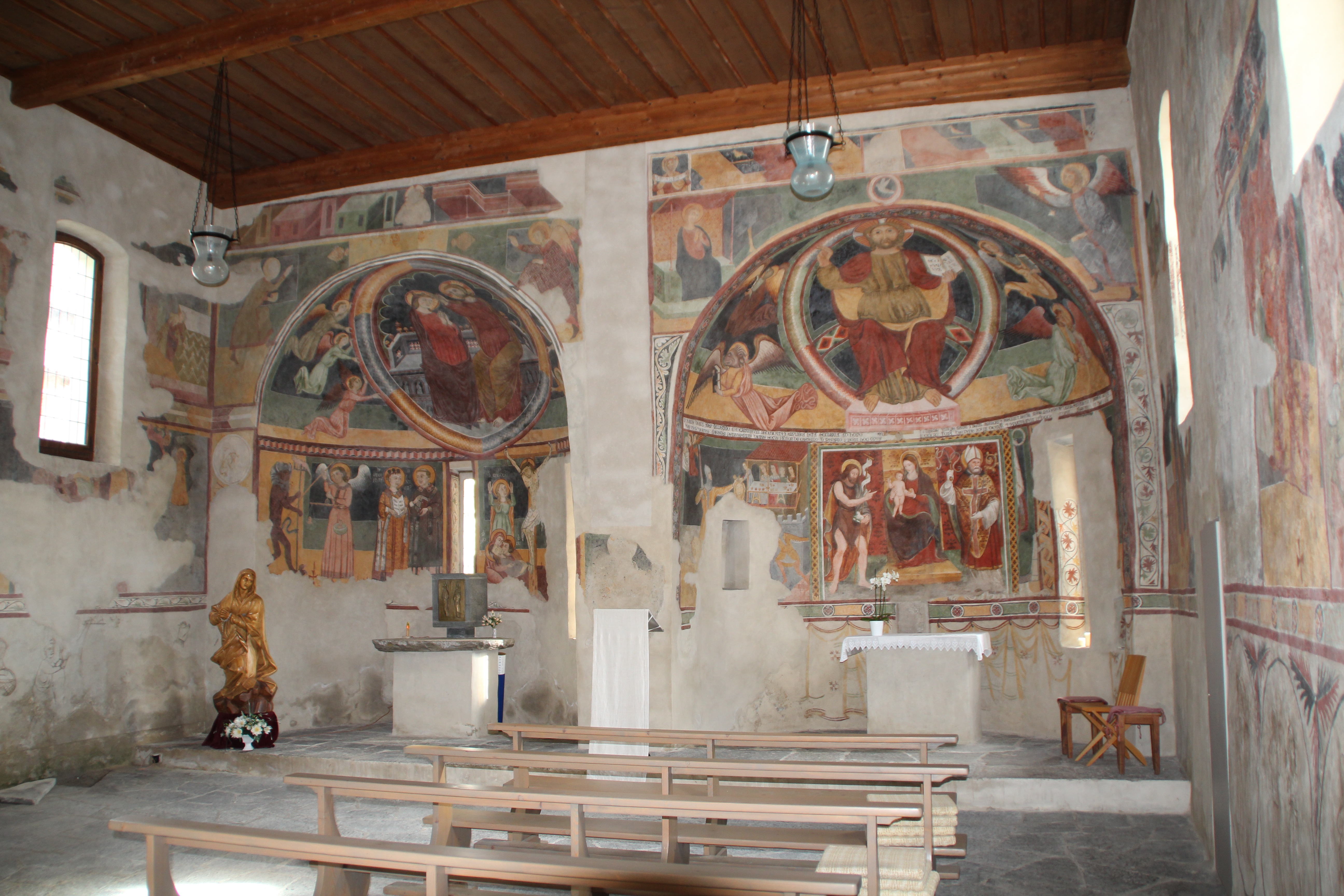
Innenraum

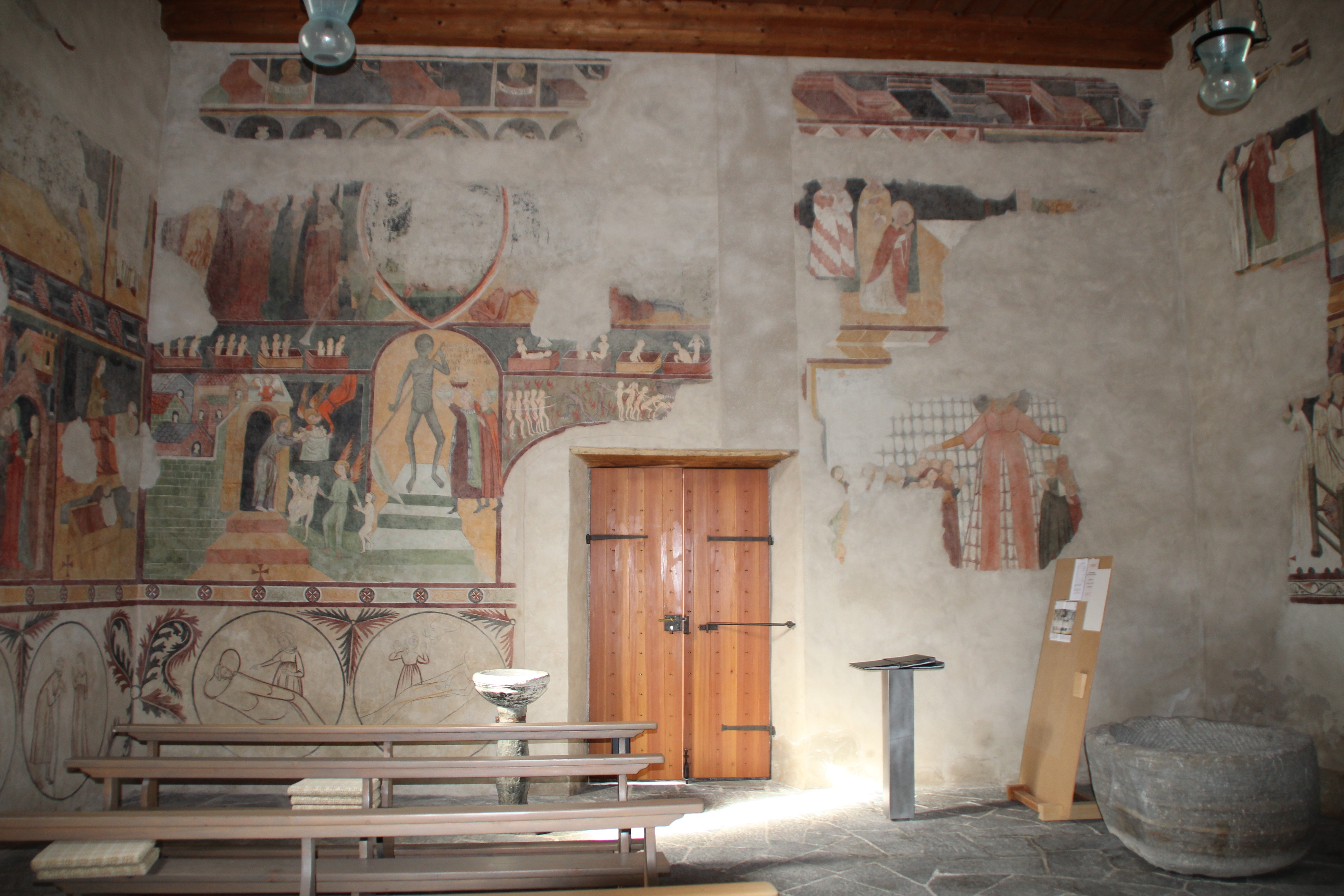
Rückseite

Das Oratorium Sant’Ambrogio steht im alten Ortskern des Dorfes Chironico oberhalb von Lavorgo in der Valle Leventina des Schweizer Kantons Tessin. Es zählt zu den ältesten Bauten des Tales. Die Kirche ist Ambrosius von Mailand geweiht.

## Geschichte
Das kleine geostete Oratorium mit den zwei Apsiden wird 1224 erstmals erwähnt. Im Gegensatz zu anderen zweiapsidialen Tessiner Kirchen wie beispielsweise Sam Remigio in Corzoneso entstand Sant’ Ambrogio nicht in zwei oder mehreren Bauetappen, sondern wurde in einem Zug erbaut. Wie archäologische Ausgrabungen anlässlich der Restaurierungsarbeiten zwischen 1940 und 1963 vermuten lassen, geht der Bau vermutlich auf das 10. Jahrhundert zurück. Das Alter des heutigen Baus ist schwer zu bestimmen. Die Struktur der Blendarkaden an den Apsiden weist auf das 14. Jahrhundert hin.
Wie eine Inschrift in der südlichen Apsis angibt, wurde die Kirche 1338 erstmals umgebaut, damals wurde der Raum von einem Petrus Paulus Socus aus Menaggio erstmals vollständig ausgemalt.
Im Lauf der Jahrhunderte folgten weitere Umbauten. 1897 wurde sie letztmals wesentlich verändert: Die Mauern des Kirchenschiffs wurden erhöht, die Decke erneuert und der Glockenturm mit der Fassade verbunden. Die Restaurierung stellte soweit möglich den ursprünglichen Zustand der Kirche wieder her.

## Bilder
Der knapp elf Meter lange und nahezu quadratische Innenraum, der sich etwas nach Osten öffnet, ist mit einer neuen Holzdecke bedeckt. In der Apsis auf der Südseite sind die Enthauptung Johannes des Täufers dargestellt, darüber Christus mit den Evangelistensymbolen, Reste einer Verkündigungsszene und einer Schutzmantelmadonna. Die Fresken in der nördlichen Apsis entstanden um 1400. Sie zeigen, umgeben von Engeln, die Krönung der Jungfrau Maria in der Mandorla, die göttliche Gerechtigkeit in der Gestalt eines Engels, der die Taten des Menschen abwägt, San Lorenzo und Santo Stefano. In der Mitte der Apsis eine Kreuzigungsgruppe. Die Darstellungen sind beeinträchtigt durch barocke Fenster, die später wieder geschlossen wurden. Um 1537 entstand in der Südapsis ein Scheitelgemälde mit einem Jüngsten Gericht und ein Votivbild, das die Madonna zwischen Johannes dem Täufer und dem heiligen Ambrosius zeigt.
Die Darstellungen an der Nordwand zeigen beschädigte Szenen aus dem Leben der Heiligen Ambrosius, Anna und Joachim, allegorische Darstellungen des Glaubens und der Altersstufen des Menschen. In beiden Apsiden steht ein gemauerter Blockaltar.

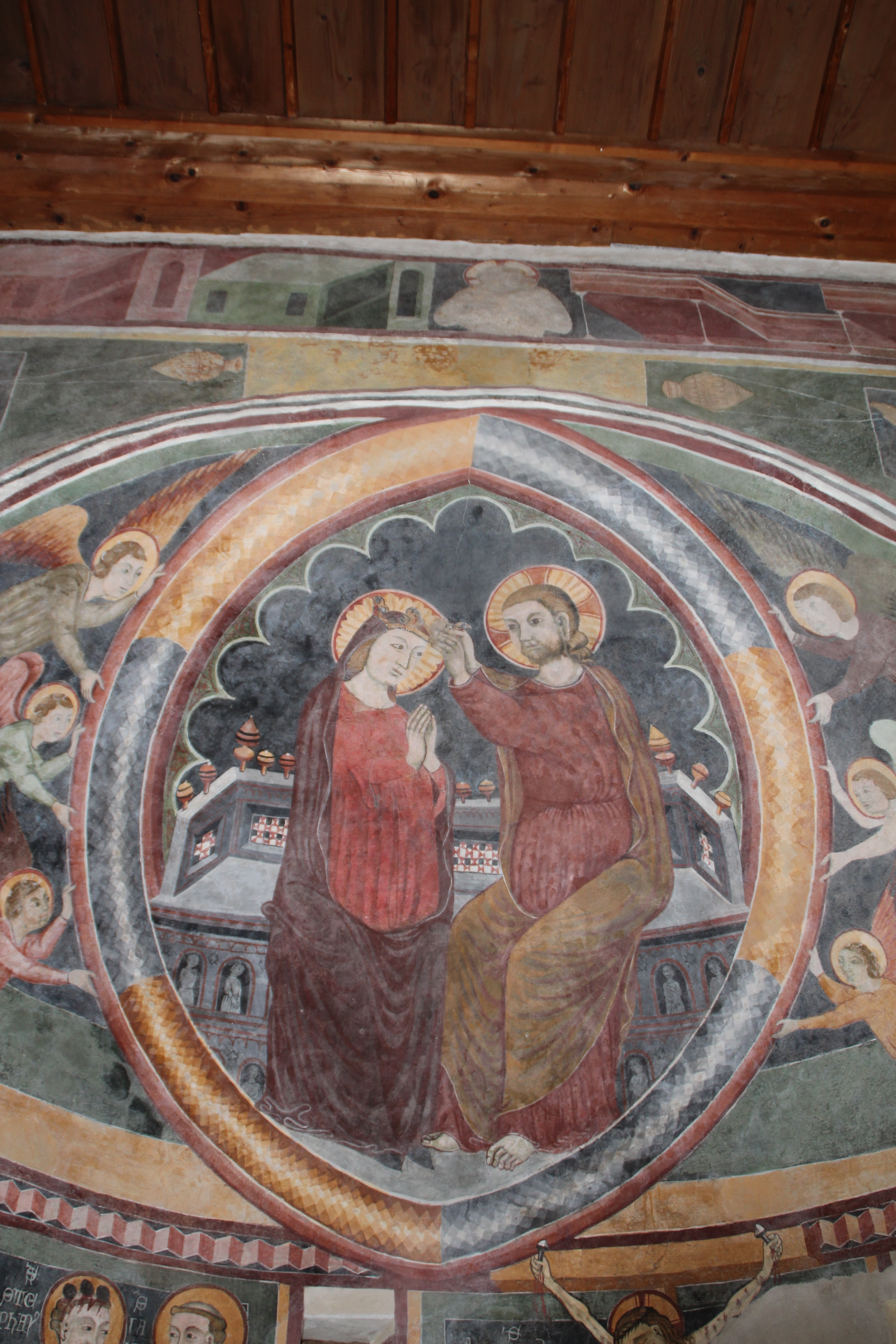
Krönung Mariens
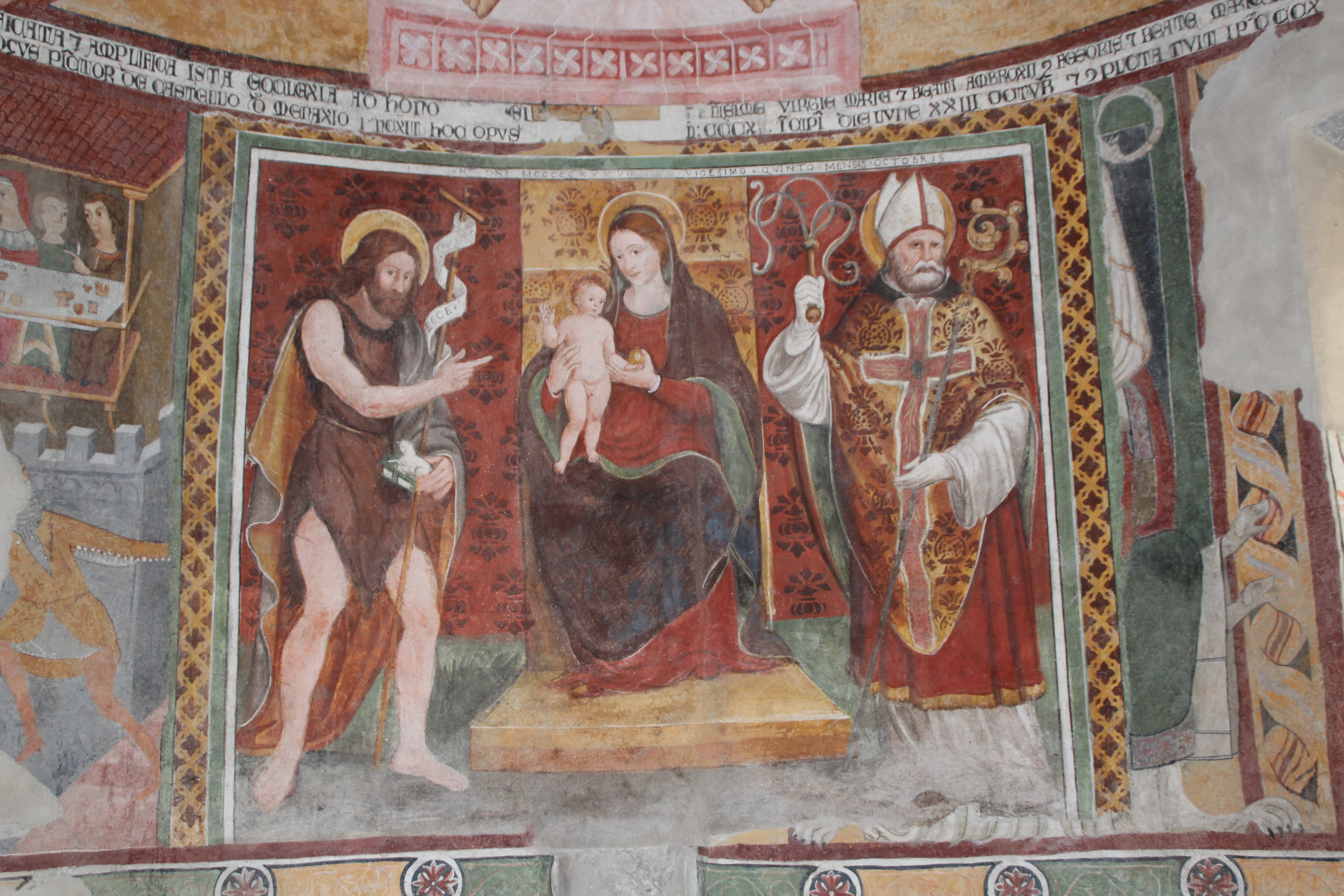
Johannes, Maria, Ambrosius
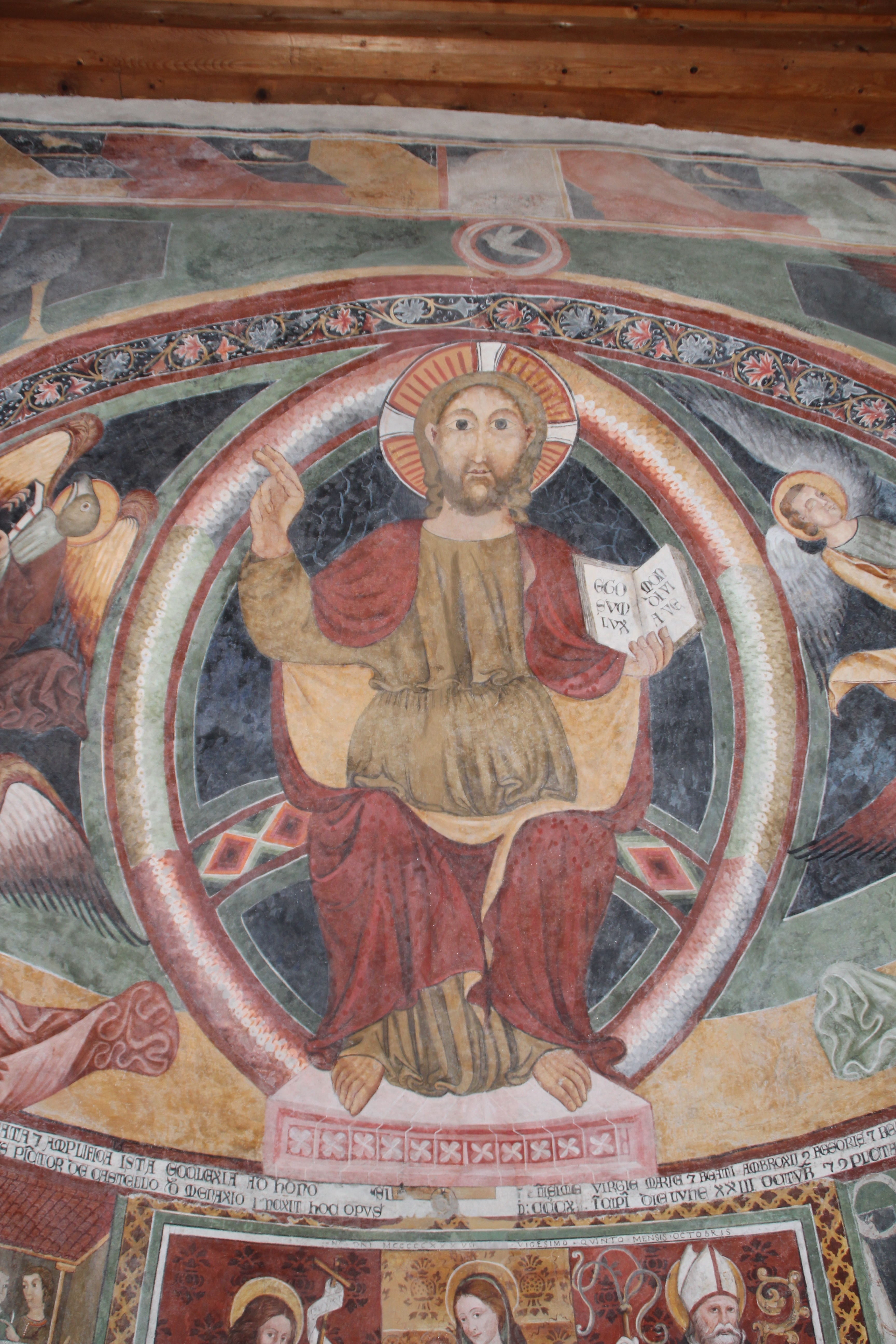
Christus